# Ethlyne Clair
Ethlyne Clair (23 de novembro de 1904 – 27 de fevereiro de 1996) foi uma atriz de cinema estadunidense da era muda que atuou em mais de 40 filmes entre 1924 e 1932, entre comédias, westerns e seriados.

## Biografia
Nascida Ethlyne Williamson em Talladega, Alabama, estudou arte em Nova Iorque. Seu primeiro filme foi Sandra, em 1924, pela Associated First National Pictures e, a partir de 1926, começou a fazer as comédias curtas The Newlyweds and Their Baby, atuando em Snookums' Tooth, pela Century Film, e a partir de então atuou nas comédias da Century até 1927. Mais tarde foi sucedida nas comédias por Derelys Perdue. Pela Universal Pictures, atuou em vários westerns ao lado de Hoot Gibson e Jack Perrin, tais como A Hero on Horseback (1927), Painted Ponies (1927), Riding for Fame (1928) e Guardians of the Wild (1928). Atuou nos seriados The Vanishing Rider (1928), ao lado de William Desmond, pela Universal, e Queen of the Northwoods (1929), ao lado de Walter Miller, pela Pathé.
Em 1929, Clair foi nomeada pela Western Association of Motion Picture Advertisers (ou WAMPAS) como uma das 13 Baby Stars. WAMPAS Baby Stars era uma campanha promocional, patrocinada pela Western Association of Motion Picture Advertisers, que homenageava treze (quatorze em 1932) jovens mulheres a cada ano, as quais eles acreditavam estarem no limiar do estrelato em filmes.
Não se adaptou bem ao cinema falado, e nos anos 1930 fez alguns papéis pequenos, sendo a última atuação em Self Condemned, em 1932. Curiosamente, no fim de sua vida, quando questionada sobre seu filme favorito, disse simplesmente, "Eu odiei todos eles".

## Vida pessoal
Foi casada três vezes, a primeira com Richard Lonsdale Hinshaw, em 28 de junho de 1928 que, alegadamente a levou para o México e a forçou a casar-se com uma arma, e de quem se divorciou em 14 de fevereiro de 1930. O segundo casamento foi com o maquiador e ator Ern Westmore, em 22 de fevereiro de 1930, em um casamento que virou manchete quando a ex-esposa e a filha de Ern apareceram exigindo fundos de apoio, e de quem se divorciu em 1937. O terceiro casamento foi com o concessionário de automóveis Merle Arthur Frost Jr., em 1939, até a morte dele, em 1968.
Teve 5 filhos, Lynne Westmore Bloom, Merle Ann Frost Wybenga, Merle Arthur Frost III, John e Christopher Frost.
Ethlyne Clair morreu aos 91 anos, em 1996, no Tarzana Hospital, de uma úlcera perfurada.

## Filmografia parcial
- Sandra (1924)
- Chickie (1925)
- Snookums' Tooth (1926)
- A Hero on Horseback (1927)
- Painted Ponies (1927)
- Riding for Fame (1928)
- Guardians of the Wild (1928).
- The Vanishing Rider (1928)
- Queen of the Northwoods (1929)
- The Pride of Pawnee (1929).
- Second Choice (1930)
- God's Gift to Women (1931)
- Self Condemned (1932)